# Northington
Northington – wieś i civil parish w Anglii, w Hampshire, w dystrykcie Winchester. W 2011 roku civil parish liczyła 221 mieszkańców.

## Etymologia
Źródło:

Nazwa miejscowości na przestrzeni wieków:
- X w. – Northametone
- XIII w. – Northampton/Nuthampton
- XIV w. – Nonehampton/Northampton
- XVIII w. – Northington/Norrington